# Karin Nilsson (poet)
Karin Ingegerd Nilsson, född 25 september 1976, är en svensk poet, författare och frilansskribent.

## Biografi
Nilsson är uppvuxen i Sandviken, där hon fortfarande är bosatt. Hon har varit aktiv för vänsterpartiet i Sandvikens kommun. Hon har i sitt skrivande tagit intryck av ortens industrihistoria, bruksmiljöer och arbetarrörelsen.
Nilsson debuterade 2018 med novellen Blekta baddräkter i antologin Jag har tänkt mycket på oss och våra utmattade kroppar. Novellen är baserad på hennes egna erfarenheter av utbrändhet och psykisk ohälsa, och gick 2019 som sommarföljetong i Sveriges Radio P4 Gävleborg.
År 2019 gav hon ut diktsamlingen Valkvisor. Diktsamlingen beskriver utbrändhet utifrån egna erfarenheter och människor som rör sig genom vårdapparaten, som måste "sjukskrivas, avskrivas från samhället".
Nilsson fick våren 2020 uppdrag att under pandemin gestalta människor med marginalliv och skrev novellen Loftgångare. Hon skrev Arbetarbladets sommarföljetong Jernvärksstaden 2021 samt julföljetongen Sömlösa 2022 samt frilansar för Arbetarbladet Kultur. Tillsammans med konstnären Karin Bäckström arbetade Nilsson läsåret 2021/22 med Skapande skola-projektet Sandvikens nya ögon.
Hon har medverkat i antologin Poeter mot krig som släpptes våren 2022 som ett rop för fred i Ukraina.
Nilsson är (2023) ordförande för Föreningen Arbetarskrivare samt ansvarig utgivare för tidskriften KLASS.

## Priser och utmärkelser
- 2019 – Lars Bucans kulturpris[14]
- 2021 – Region Gävleborgs Kulturstipendiat, litteratur.[3]